# フリオ・ディアス
フリオ・ディアス（Julio Díaz、1979年12月24日 - ）は、メキシコのプロボクサー。元IBF世界ライト級王者。攻防兼備のオールラウンドタイプのボクサー。「The Kid」の愛称を持つ。ミチョアカン州ヒキルパン出身。トレーナーは兄でありティモシー・ブラッドリーのトレーナーを務めているジョエル・ディアス。

## 来歴
1999年2月6日にアメリカ合衆国カリフォルニア州でプロデビュー。2001年4月28日には無敗のまま空位のNABA北米ライト級王座を獲得する。その後世界王座を目指し、同年10月6日にアンヘル・マンフレディとIBF世界ライト級王座の指名挑戦権を争うが、12回判定で敗れてしまいチャンスを逃した。そのためしばし足踏みをするが、2003年3月22日に空位のWBCラテンアメリカライト級王座を獲得し、2004年3月19日にコートニー・バートンを11回TKOで破り、IBF世界ライト級王座の指名挑戦権を獲得した。同年5月13日にハビエル・ハウレギを2-0判定で下し、IBF世界ライト級王座を獲得する。しかし、同王座は直ぐに返上しWBC世界ライト級王者のホセ・ルイス・カスティージョとビッグマッチを行う選択をする。この試合は10回TKOで敗れ無冠となってしまう。
その後、2006年5月18日にリッキー・クワイルズを12回判定で下し、IBF世界ライト級暫定王座を獲得した。2007年2月3日には正規王者ヘスス・チャベスとIBF世界ライト級王座統一戦を行い、3回KOで勝利し王座統一に成功、正規王座に認定された。
さらに、2007年10月13日にはWBAスーパー・WBO世界ライト級王者のファン・ディアスとの3団体統一をかけたビッグマッチが組まれた。しかし、この試合に彼は9回TKOで敗れ、IBF世界ライト級王座から陥落した。
2008年6月25日、デビッド・トーレス（アメリカ）と試合を行い、5回TKO勝利で復帰戦を白星で飾った。
2009年4月4日、ローランド・レイス（アメリカ）と対戦し、5回2分17秒TKO負けで敗れた。
2009年7月31日、ビクトル・カヨ（ドミニカ）とスーパーライト級10回戦を行い0-3の判定負けで2連敗を喫した。
2011年5月13日、元WBO世界スーパーライト級王者のケンドール・ホルト（アメリカ）と対戦し、3回TKO負け。
2012年12月15日、20戦全勝のホープショーン・ポーター（アメリカ）と対戦し、（96-94 94-96 95-95）の1-0の引き分けでポーターの21連勝を阻止した。
2013年4月27日、シェフィールドのモーターポイント・アリーナで元WBA・IBF世界スーパーライト級スーパー王者アミール・カーン（イギリス）と143ポンドのキャッチウェイトで対戦、4ラウンドにダウンを奪うなど善戦するが12ラウンド僅差判定で敗れた。
2014年4月26日、1年振りの復帰戦をカーソンのスタブハブ・センター・テニスコートでWBA世界ウェルター級暫定王者キース・サーマンと対戦するが、2回にダウンを奪われると3回終了後コーナーに戻ったディアスは脇腹の負傷を訴え、セコンドがレフェリーに試合棄権を要請、3回終了棄権負けで2階級制覇に失敗し3連敗となった。
2014年4月28日、引退を発表した。

## 獲得タイトル
- NABA北米ライト級王座
- WBCラテンアメリカライト級王座
- IBF世界ライト級王座